# Santa Cruz (kommun i Mexiko, Sonora, lat 31,21, long -110,58)
Santa Cruz är en kommun i Mexiko.   Den ligger i delstaten Sonora, i den nordvästra delen av landet, 1 700 km nordväst om huvudstaden Mexico City.
Följande samhällen finns i Santa Cruz:
- Santa Cruz